# Tito & Tarantula
Tito & Tarantula är ett amerikanskt rockband grundat 1992 i Los Angeles. Gruppen är mest känd för sina låtar "After Dark", "Back to the House That Love Built", "Strange Face of Love" och "Angry Cockroaches", och för att de medverkat i Robert Rodriguezs film From Dusk Till Dawn som bandet som uppträder på Titty Twister.
Regissören Robert Rodriguez har ibland medverkat som en tredje gitarrist vid Tito & Tarantulas spelningar. Tito Larriva medverkade också i roller i bland annat Rodriguezs filmer Desperado och Once Upon a Time in Mexico.

## Medlemmar
Nuvarande medlemmar
- Tito Larriva – sång, rytmgitarr (1992–)
- Lolita Carroll Larriva – basgitarr, bakgrundssång (2013–)
- Allysa Grace – keyboard, violin, sång
- Marcus Praed – gitarr, basgitarr, piano, sång (2000–200?, 201?–)
- Victor Ziolkowski – trummor (2011– )
- Johnny “Vatos” Hernadez – slagverk
- Peter Atanasoff – sologitarr, bakgrundssång (1992–2006, ?–)

Tidigare medlemmar
- Steven Hufsteter – sologitarr, bakgrundssång (2002–2011)
- Dominique Davalos – basgitarr, bakgrundssång (200?–2007)
- Rafael Gayol – trummor (200?–200?)
- Peter Atanasoff – sologitarr, bakgrundssång (1992–2006)
- Jennifer Condos – basgitarr, bakgrundssång (1993–1999)
- Lyn Bertles – violin, mandolin, blockflöjt, munspel, gitarr, bakgrundssång (1993–1998)
- Andrea Figueroa – violin, mandolin, flöjt, gitarr, bakgrundssång (1999–2000)
- Johnny "Vatos" Hernandez – slagverk, trummor, bakgrundssång (1997–2001)
- Nick Vincent – trummor, slagverk, bakgrundssång (1992–1998)
- Adrian Esparza – gitarr, sång (1992)
- Richard Edson – slagverk (1992–1994)
- Tony Marsico – basgitarr (1992)
- Debra Dobkin – slagverk (1995–1997)
- Petra Haden – violin, mandolin, blockflöjt, munspel, gitarr (1998)
- Io Perry – basgitarr, bakgrundssång (200?–200?)
- Abbie Travis – basgitarr (200?–200?)
- Achim Farber – trummor (200?–200?)
- Alfredo Ortiz – trummor (2005, 2008–2011)
- Caroline "Lucy LaLoca" Rippy – bakgrundssång (2007–2013)
- Jeff Herring – sologitarr, bakgrundssång (2011–?)

## Diskografi
Studioalbum
- 1997 – Tarantism
- 1999 – Hungry Sally & Other Killer Lullabies
- 2000 – Little Bitch
- 2002 – Andalucia
- 2008 – Back Into the Darkness

Singlar
- 1998 – "After Dark"
- 1999 – "Slow Dream"
- 2000 – "After Dark 2000"
- 2002 – "California Girl"